# Ingărești
Ingărești – wieś w Rumunii, w okręgu Neamț, w gminie Urecheni. W 2011 roku liczyła 785 mieszkańców.